# オフィーリア (衛星)
オフィーリアまたはオフェーリア (Uranus VII Ophelia) は、天王星の第7衛星である。発見されている中では内側から2番目の軌道を公転する衛星である。

## 発見と命名
オフィーリアは、1986年1月20日にボイジャー2号が撮影した画像の中から、ボイジャーの画像解析チームによって発見された。発見は同年1月27日に国際天文学連合のサーキュラーで公表され、S/1986 U 8 という仮符号が与えられた。その後1988年6月8日に、ウィリアム・シェイクスピアの戯曲『ハムレット』に登場するポローニアスの娘オフィーリアに因んで命名された。また、Uranus VII という確定番号が与えられた。
オフィーリアは、発見報告以降しばらくの間は検出されなかった。その後2003年になって、Mark R. Showalter と Jack J. Lissauer によって、ハッブル宇宙望遠鏡を用いてペルディータと共に再発見された。

## 物理的特徴
軌道長半径、半径がおよそ 21 km であること、幾何アルベドが 0.08 であること以外は、オフィーリアに関して判明していることは少ない。ボイジャー2号が撮影した画像の中では、オフィーリアは長軸を天王星の方へ向けた細長い物体として写っていた。オフィーリアの長軸と短軸の比率は 0.7 ± 0.3 と非常に細長い形状をしていることが分かっている。

## 軌道および環との関係
オフィーリアは天王星の同期軌道より内側を公転しているため、潮汐力によって軌道は徐々に減衰している。
オフィーリアとコーディリアは、それらの重力によって天王星のε環を安定に維持する羊飼い衛星の役割を果たしていると考えられている。環の外縁はオフィーリアと 14:13 の軌道共鳴の位置に存在している。